# Gianni Motta
Gianni Motta (født 13. marts 1943) er en tidligere italiensk landevejscykelrytter, som vandt Giro d'Italia i 1966.
Gianni Motta blev født i Cassano d'Adda (Lombardiet). Nogle af hans største sejre fik han da han vandt Giro d'Italia (1966), Lombardiet Rundt (1964), Tour de Suisse (1967) og to gange Romandiet Rundt (1966, 1971).